# Anton Reiter

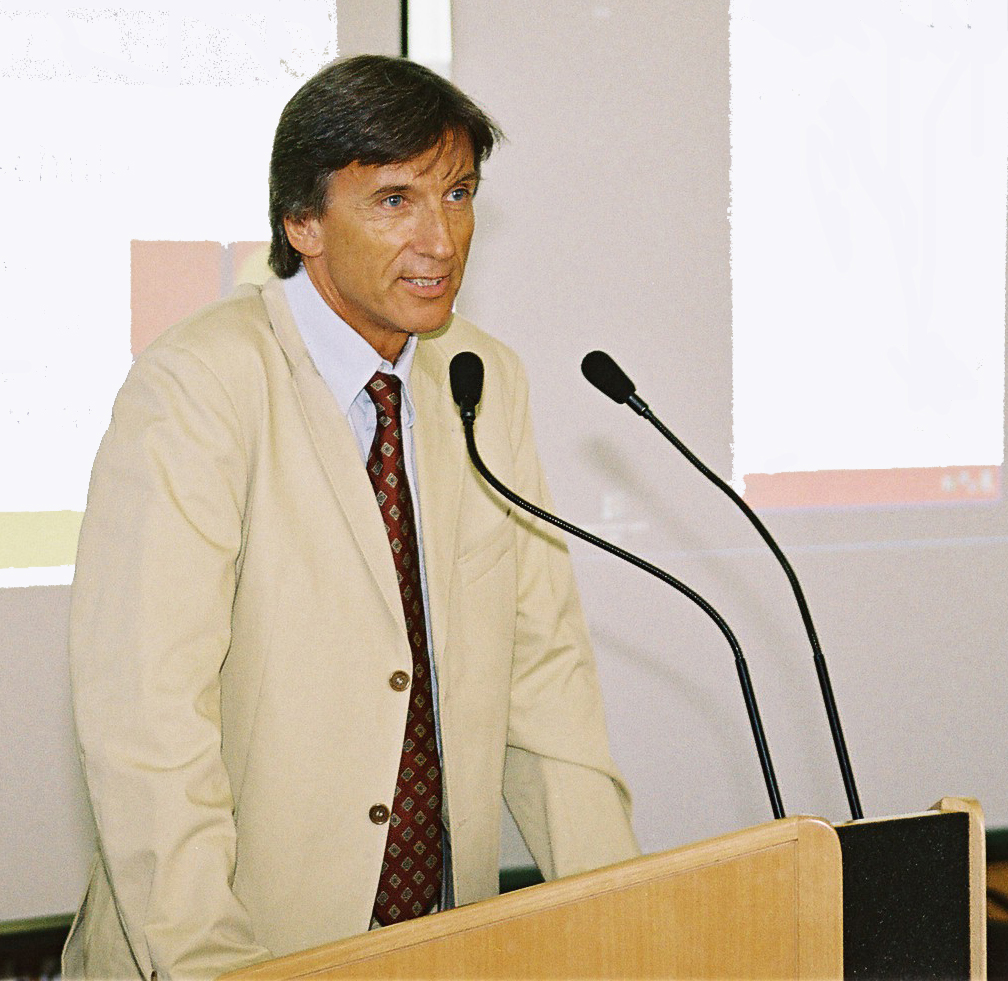
Anton Reiter (2005)

Anton Reiter (* 5. Jänner 1954 in Lienz) ist ein österreichischer Multimedia-Didaktiker und Autor.

## Leben
Nach der Matura und noch während seines Präsenzdienstes als Gebirgsjäger sowie Funker beim österreichischen Bundesheer studierte Reiter seit 1974 an der Universität Wien Germanistik, Geschichte, Philosophie, Psychologie und Pädagogik für das Lehramt an höheren Schulen. Er befasste sich mit der Informationstheorie, die ihn zur praktischen EDV hinführte. Nach der Sponsion zum Mag. phil. im Jahre 1979 unterrichtete Reiter an mehreren Gymnasien in Wien als Vertragslehrer. Betreut von Johann Mader promovierte er 1981 an der Universität Wien zum Dr. phil. Rigorosen legte er in den Nebenfächern Psychologie (bei Giselher Guttmann) und Neuere Geschichte (bei Michael Mitterauer) ab.
Im Zuge eines Aus- und Weiterbildungsprojektes für Lehrer an allgemeinbildenden höheren Schulen (AHS) und an der Polytechnischen Schule für das ab dem Schuljahr 1985/86 neu einzurichtende Unterrichtsfach Informatik wurde er im Frühjahr 1984 in das damalige Bundesministerium für Unterricht und Kunst (BMUK) berufen, um das curriculare Konzept für die 14-tägigen Seminare bei den Computerfirmen IBM und Philips Data Systems mit einem Team zu erstellen und als Vortragender mitzuwirken. Die unter dem Titel „Computer-Bildung-Gesellschaft“ laufende Ausbildung umfasste neben dem Erwerb von Kenntnissen der Hard- und Software (gearbeitet wurde an IBM-XT-kompatiblen PCs), auch eine Grundeinführung in die Programmierung mit BASIC und sogenannte sozioökonomische Themen wie Datenschutz, Personalinformationssysteme oder Qualifikationsanforderungen im Zeitalter der Mikroelektronik.
Nach der kommissionellen Dienstprüfung für den höheren Verwaltungsdienst in wissenschaftlicher Verwendung im Unterrichtsministerium wurde Reiter Beamter im BMUK (sein Berufstitel „Professor“ wurde zunächst durch den Amtstitel „Oberkommissär“ ersetzt). Er wirkte als Referats- und später Abteilungsleiter in den Zuständigkeitsbereichen EDV/Informatik im österreichischen Bildungswesen, Mediendidaktik, computerunterstütztes Lehren und Lernen sowie internationale Entwicklungen im Bereich Neue Medien. Ab den späten 1980er-Jahren initiierte und betreute Ministerialrat Reiter Evaluationsprojekte zum Einsatz neuer Medien als didaktische Lehr- und Lernbehelfe an Schulen und Universitäten.
In den folgenden Jahrzehnten referierte er bei Fachtagungen im In- und Ausland
und bei Bildungsmessen.
Reiter schrieb Fachberichte über Tagungen und Bildungsmessen sowie Rezensionen über Lernmedien in einschlägigen Zeitschriften. Er veröffentlichte auch mediendidaktische Beiträge zum Computereinsatz im Unterricht. Reiter war in den 1990er-Jahren zudem kooptiertes Vorstandsmitglied in der Österreichischen Computer Gesellschaft (OCG) sowie Lehrbeauftragter für Multimedia-Didaktik und Medienphilosophie an der Universität Wien und Innsbruck. In diesem Zeitraum wirkte er auch als Vortragender an Volkshochschulen.
Später wurde Reiter im österreichischen Bildungsministerium mit der Aufgabe betraut, den Stellenwert von Computer und neuen Medien in der österreichischen Grundschule zu erheben und Pilotversuche für einen Ausbau zu starten. Ab dem Jahre 1998 wurden zahlreiche innovative Projekte auf der Primarstufe gestartet. Erprobt und evaluiert wurde der Einsatz von Pocket-PCs, interaktiven Whiteboards, Netbooks, iPods und Tablet PCs im Unterricht an ausgewählten österreichischen Grundschulen, vorwiegend in Wien. Daneben wurden sozio-kulturelle Medienprojekte unter seiner Leitung und Mitarbeit initiiert. Im Projekt „Multi Media Kultur“ wurden neue Medien gezielt eingesetzt, um mit aktiver Medienarbeit das Gemeinschaftserlebnis in einer multikulturellen Grundschule mit hohem Migrationsanteil der Kinder zu stärken. Im Projekt „Medien-Kunst-Schule“ ging es um das kreative Potenzial von Kindern bei gemeinsamen kurzen Videofilmproduktionen. Einzelne Projekte wurden bei internationalen Tagungen vorgestellt, so bei der IFIP World Conference on Computers in Education (WCCE) in Bento Goncalves/Brasilien 2009 und bei der Tagung „Informatics in Schools: Situation, Evolution and Perspectives“ (ISSEP) 2011 in Bratislava.
Anlässlich seiner Pensionierung im Jahre 2018 wurde Reiter der Ehrenring des BMBWK verliehen.

## Marathonlauf

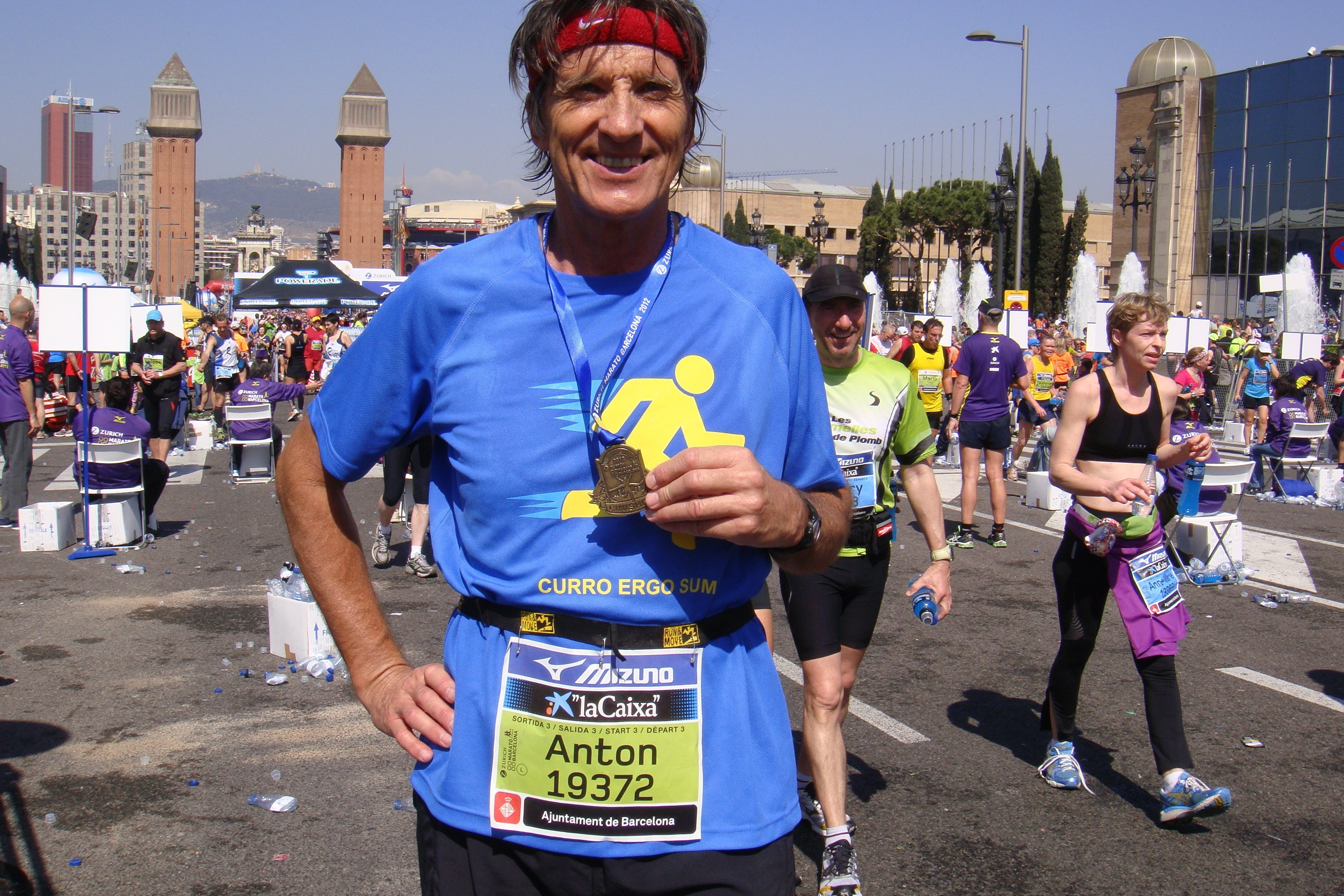
Anton Reiter, Barcelona-Marathon (2012)

Seit 2009 widmet sich Reiter in seiner Freizeit hobbymäßig dem Marathonlauf. Reiter ist Initiator, Mitbegründer und Gestalter des Clublogos des „100 Marathon Club Austria“ für Läufer, die bereits hundert und mehr Marathons absolviert haben oder diese Marke in absehbarer Zeit erreichen werden, sowie für Ultramarathonläufer. Im nationalen Ranking liegt Reiter mit 480 gelaufenen Marathons (ohne Ultramarathons) in über 100 Ländern an zweiter Stelle der österreichischen Marathonsammler-Statistik in Bezug auf die Gesamtanzahl der Marathons, bei den Ländern (nach der Zählweise des Country Marathon Club) in Führung  (Stand 10. Januar 2025). Von 2013 bis 2018 schaffte er in Österreich die meisten Marathons über 42,195 km binnen eines Kalenderjahres (2013/55, 2014/32, 2015/38, 2016/43, 2017/53 und 2018/46). Als laufender Reporter verfasste er im Zeitraum August 2013 bis Oktober 2021 über 140 Marathonberichte mit ca. 8000 Belegfotos für die Laufplattform marathon4you.de und berichtet seither auf dem Portal HDsports. Reiter erlangte als Vielläufer und Marathonsammler mediales Interesse an seiner Person. Er ist seit 2009 Mitglied bei den Marathon Maniacs, der größten US-amerikanischen Läufervereinigung und inzwischen zweifacher Träger des Titanium Levels. Seit Juni 2017 wird Reiter im World Megamarathon Ranking 300+ geführt.

## Werke
Autor
- Informatik: 5. Klasse AHS (gemeinsam mit Friedrich Anzböck, Alfred Mathuber, Bruno Prowaznik und Manfred Wöhrl), Bohmann, Wien 1985, ISBN 3-7002-0612-7
- Die Entwicklung des ISDN zu einem transeuropäischen Netz, Lehrgangsarbeit Europaakademie (Wien/Brüssel/Bologna), 5. Jg. 1994
- 20 Jahre Schulinformatik in Österreich und IKT-Einsatz im Unterricht (mit Karikaturen von Christian Berger), CDA-Verlag, Perg 2005, ISBN 3-200-00328-6
- 20 Years of Informatics Instruction in Austrian Schools and the Use of ICT in Class (with caricatures by Christian Berger), CDA-Verlag, Perg 2005, ISBN 3-200-00327-8
- Karl W. Hardach zum 70. Geburtstag (mit Franz Baltzarek, Lothar Baar et al.), Universität Wien, 2006
- activboard@school. Multimediale Schultafeln im Unterricht an der Praxisvolksschule der Kirchlichen Pädagogischen Hochschule Wien/Krems, Campus Wien-Strebersdorf (mit Johann Eder, Claudia Pfann, Leopold Sperker und Michael Vallant), Studienverlag, Innsbruck 2008, ISBN 978-3-7065-4684-3
- eee-pc@school. Netbooks im Volksschulunterricht an der kirchlichen Pädagogischen Hochschule Wien/Krems, Campus Wien-Strebersdorf (mit Ilse Bailicz, Martin Newald, Wolfgang Seper und Leopold Sperker), Studienverlag, Innsbruck 2010, ISBN 978-3-7065-4975-2
- Nordamerika-Marathon-Running-Tour 2009: Portland/Maine – Chicago – Toronto – Washington D.C. – New York City, Re-di-Roma, Remscheid 2013, ISBN 978-3-86870-587-4
- Vom Laufanfänger zum Marathonsammler: Erlebnisse, Eindrücke und Erfahrungen auf dem Weg zum Hunderter in einem Jahrzehnt, CDA-Verlag, Arbing 2013.
- Die Bedeutung der Schreibschrift im digitalen Zeitalter, in: Festschrift in memoriam Karl W. Hardach (Hg. Stefan Karner), Leykam Verlag, Graz 2016, S. 203–235.
- Ein ereignisreicher Sommer 1998 – Auf Umwegen zum Fluchthelfer für zwei junge Ostdeutsche, Buchschmiede, Wien 2023, ISBN 978-3-99152-548-6
- Die Laufreise meiner Tochter und ihr Weg zum Erfolg. Vienna City Marathon 2004 in 3:25:06, Buchschmiede, Wien 2024, ISBN 978-3-99165-719-4.

Herausgeber
- Didaktik der Informatik. Informations- und kommunikationstechnische Grundbildung (mit Albert Rieder), Wien (Jugend & Volk) 1990, ISBN 3-224-15940-5
- Praxis der EDV/Informatik: Ein Handbuch für Lehrerinnen und Lehrer (mit Clemens Hüffel), Wien (Jugend & Volk): 1996, ISBN 3-7100-0172-2
- Was ist Informatik-Didaktik in der Informationsgesellschaft? Wien (BMBWK) 2000, ISBN 3-85031-076-0
- Neue Medien in der Grundschule. Unterrichtserfahrungen und didaktische Beispiele (mit Margarete Grimus und Gerhard Scheidl), Wien (Ueberreuter) 2000, ISBN 3-8000-1550-1
- Schule Online. Das Handbuch zum Bildungsmedium Internet (mit Rudolf Apflauer), Wien (Public Voice) 2000, ISBN 3-901688-19-6
- Multimedia – Aufbruch in neue Lernwelten? Wien (OCG) 2001, Bd. 111, ISBN 3-85403-111-4
- Anekdoten zur Informatik. Pointen, Pannen, Pioniere aus Wissenschaft und Schule, Studienverlag, Innsbruck 2001, ISBN 3-7065-1697-7
- Konstruktives Lernen mit neuen Medien (mit Herbert Schwetz und Manuela Zeyringer), Studienverlag, Innsbruck 2001, ISBN 3-7065-1664-0
- Schule im Bannkreis der neuen Medien. Wo bleibt die humanistische Bildung? (mit Herbert Schwetz und Manuela Zeyringer), Ueberreuter, Wien 2003, ISBN 3-8000-1559-5
- Schulinformatik in Österreich. Erfahrungen und Beispiele aus dem Unterricht (mit Gerhard Scheidl, Heinz Strohmer, Lydia Titler und Martin Weissenböck), Ueberreuter, Wien 2003, ISBN 3-8000-1595-1
- Medienpioniere erzählen. 50 Jahre österreichische Mediengeschichte – von den alten zu den neuen Medien (mit Clemens Hüffel), Braumüller, Wien 2004, ISBN 3-7003-1494-9
- Handbuch Neue Medien (mit Clemens Hüffel), CDA-Verlag, Perg 2006, 2. Aufl. 2008, ISBN 978-3-200-01367-4
- 25 Jahre Schulinformatik in Österreich. Zukunft mit Herkunft (mit Gerhard Brandhofer, Gerald Futschek, Peter Micheuz und Karl Schoder), OCG Wien 2010, Tagungsband, ISBN 978-3-85403-271-7
- Digitale Schule Österreich. Eine analoge Standortbestimmung anlässlich der eEducation Sommertagung 2013 (mit Peter Micheuz, Gerhard Brandhofer, Martin Ebner und Barbara Sabitzer), OCG, Wien 2013, Bd. 297, ISBN 978-3-85403-297-7
- Coding – Ein Baustein der informatischen Bildung, Reihe Schule aktiv, CDA-Verlag, Arbing 2016
- Coding als Baustein der digitalen Bildung, Reihe Schule aktiv, CDA-Verlag, Arbing 2017
- Country Marathon Collecting. Passion. Determination. Obsession (together with John Wallace), Country Marathon Club, Vienna/Osprey 2020, ISBN 978-3-200-07031-8.